# Oziotelphusa hippocastanum
Oziotelphusa hippocastanum is een krabbensoort uit de familie van de Gecarcinucidae. De wetenschappelijke naam van de soort is voor het eerst geldig gepubliceerd in 1887 door Müller.